# Липовка (Московская область)
Липовка — деревня в Можайском районе Московской области, в составе сельского поселения Замошинское. Численность постоянного населения по Всероссийской переписи 2010 года — 37 человек. До 2006 года Липовка входила в состав Замошинского сельского округа.
Деревня расположена на западе района, примерно в 15 км к юго-востоку от Уваровки, на безымянном левом притоке реки Протва, высота над уровнем моря 212 м. Ближайшие населённые пункты — Арбеково на юго-востоке и Купрово на юго-западе.